# Härkelampi
Härkelampi är en sjö i Hällefors kommun i Västmanland och ingår i Göta älvs huvudavrinningsområde. Sjöns area är 0,016 kvadratkilometer och den är belägen 218 meter över havet.